# Pt31
Pt31 – polski parowóz konstrukcji inż. Kazimierza Zembrzuskiego produkowany w latach 1932-1940. Osiągał prędkość maksymalną 110 km/godz. Zapas wody wynosił 32 m³, a węgla 10 t.
Pierwsze 3 parowozy pasażerskie Pt31 wyjechały z fabryki w 1932 roku. Do II wojny światowej wyprodukowano 98 parowozów, w czasie okupacji niemieckiej kolejne 12 sztuk. Prowadziły one cięższe pociągi pośpieszne o masie do 650 ton. Ostatni egzemplarz Pt31-49 został wycofany z PKP 13 lutego 1980 roku. Rozwinięciem parowozu była powojenna konstrukcja Pt47.
Obecnie Pt31-64 znajduje się w skansenie kolejowym w Chabówce, Pt31-49 został uratowany dzięki staraniom Klubu Sympatyków Kolei we Wrocławiu i przetransportowany przy współpracy z Dolnośląską DOKP w 1994 roku z ZPOW "Hortex" w Przysusze do Muzeum Przemysłu i Kolejnictwa w Jaworzynie Śląskiej.

## Galeria

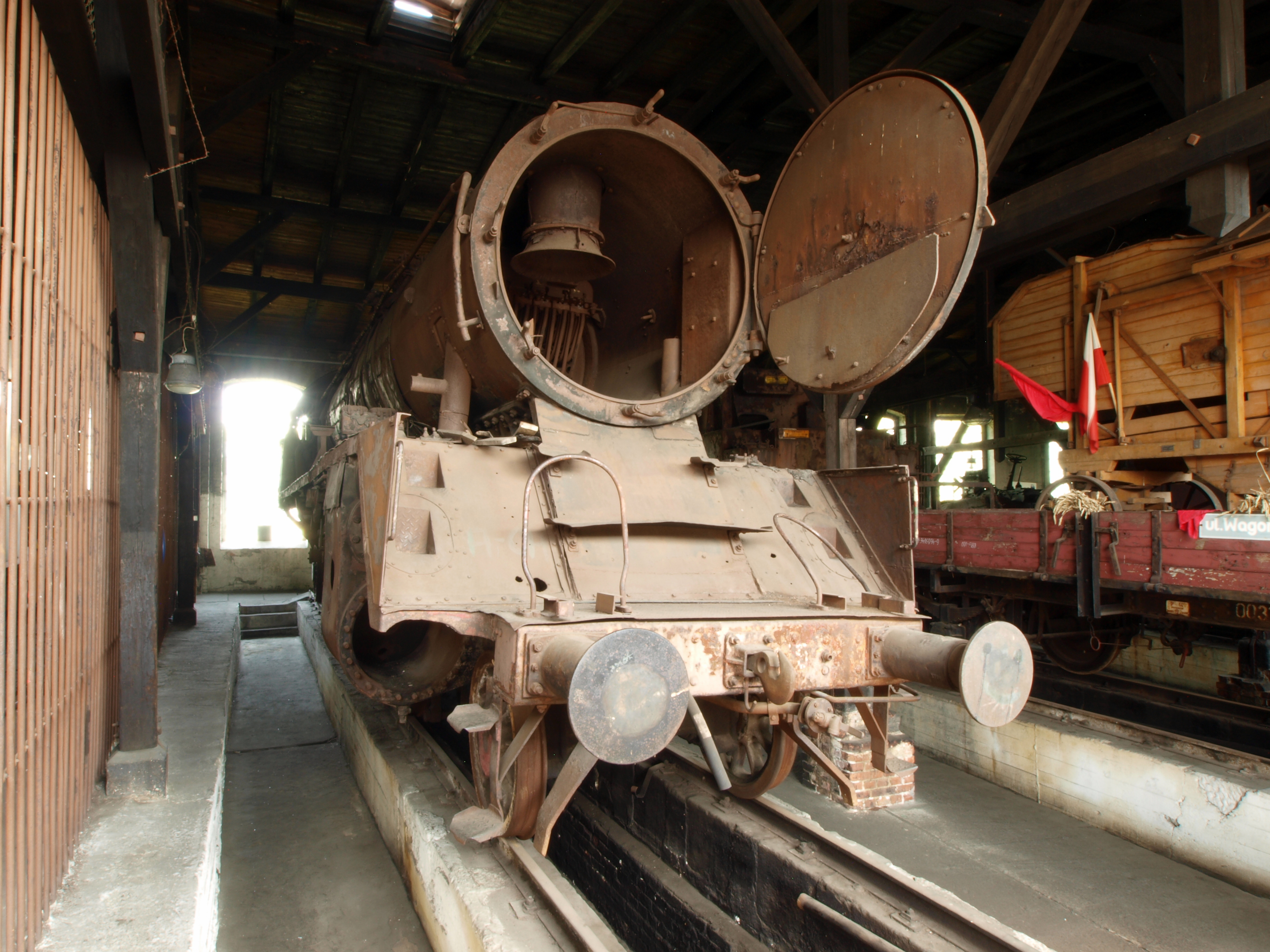
Wnętrze kotła Pt31-49 w Muzeum Przemysłu i Kolejnictwa na Śląsku (2012)
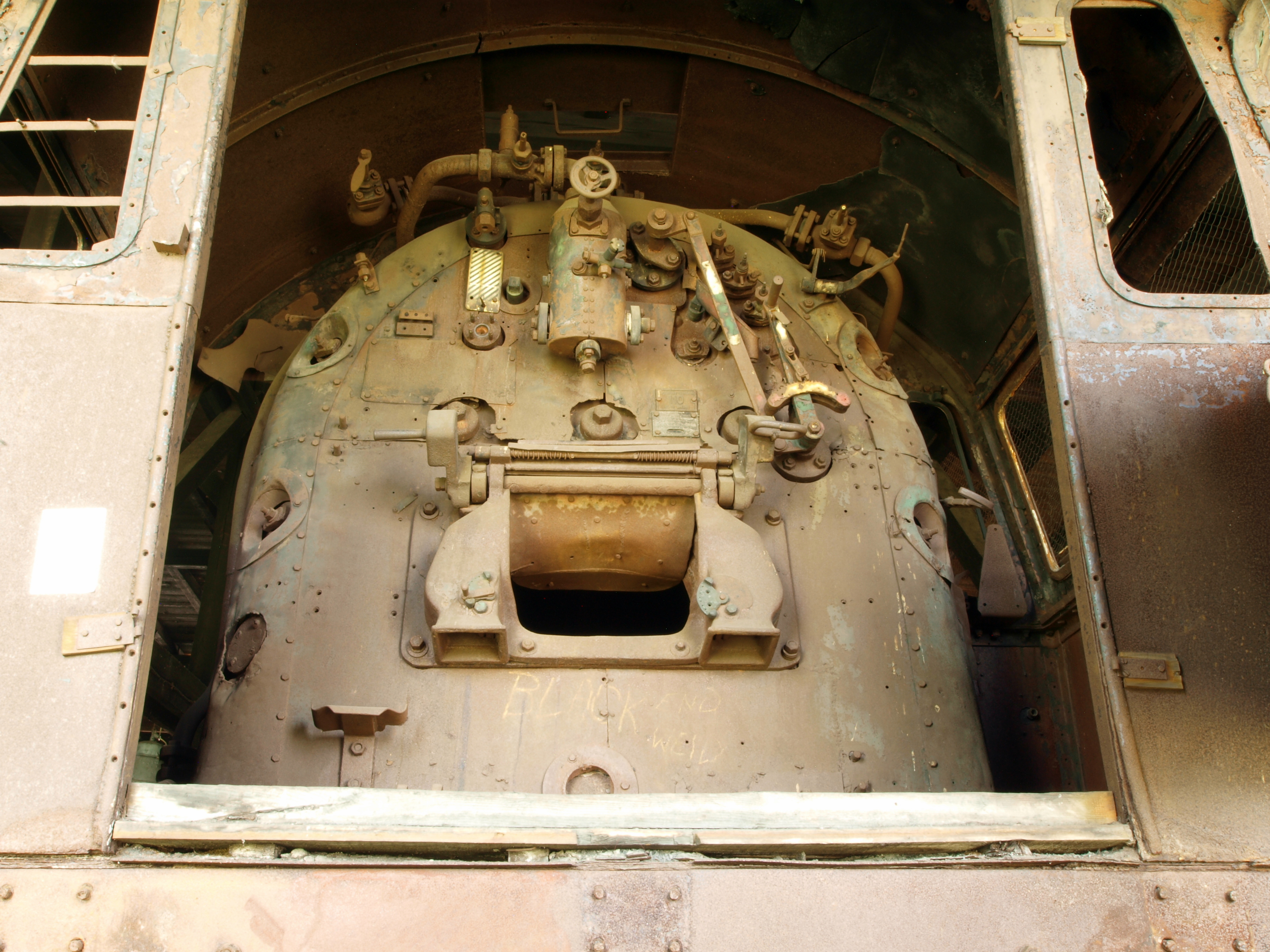
Palenisko kotła Pt31-49 w Muzeum Przemysłu i Kolejnictwa na Śląsku (2012)
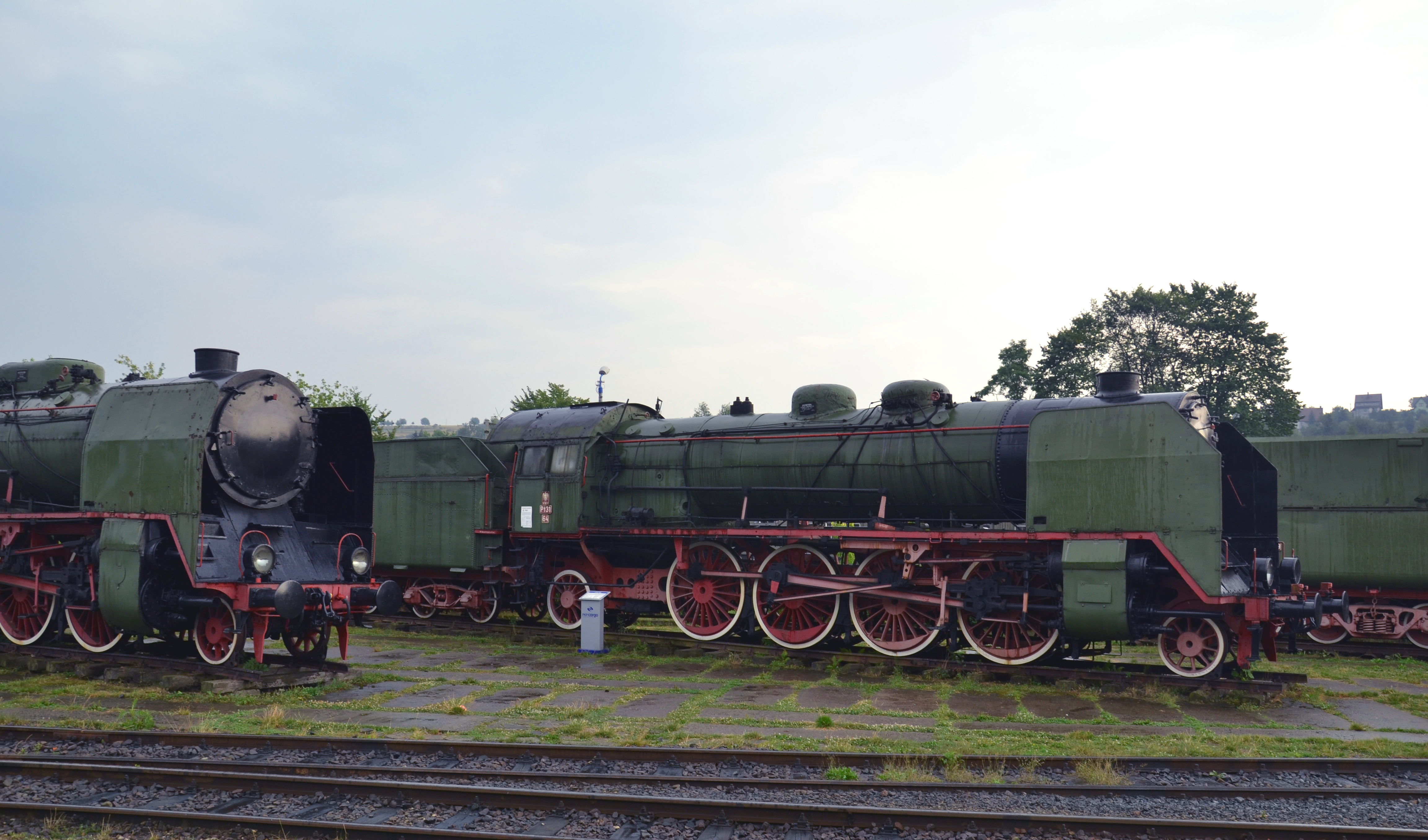
Pt31-64 w skansenie w Chabówce (2015)